# Långstjärtad eremit
För Phaethornis longirostris, se långnäbbad eremit.
Långstjärtad eremit (Phaethornis superciliosus) är en fågel i familjen kolibrier.

## Utseende och läte
Långstjärtad eremit är en mestadels brun medelstor kolibri med böjd näbb. Den är lik flera andra arter i sitt släkte, men utmärker sig genom avsaknad av vitt på yttre stjärtpennorna och den generellt bruna fjäderdräkten utan tydlig ansiktsteckning. Vanligaste lägetet är ett ljudligt gnisslande.

## Utbredning och systematik
Långstjärtad eremit delas in i två underarter med följande utbredning:
- Phaethornis superciliosus superciliosus – förekommer från södra Venezuela till Surinam och nordvästra Brasilien
- Phaethornis superciliosus muelleri – förekommer i norra Brasilien söder om Amazonfloden (Pará och Maranhão)

## Levnadssätt
Långstjärtad eremit hittas i undervegetation i regnskog, även ungskog. Den rör sig konstant mellan spridda stånd av blommor och kan på vägen stanna till för att undersöka färgglada föremål, även kläder. Under spelet sitter hanen lågt och avger en lång serie gnisslande ljud samtidigt som stjärten pumpas upp och ner. 

## Status och hot
Arten har ett stort utbredningsområde, men tros minska i antal, dock inte tillräckligt kraftigt för att den ska betraktas som hotad. Internationella naturvårdsunionen IUCN listar arten som livskraftig (LC).